# Lacare
Lacare (in greco antico: Λαχάρης?, Lacháres; Atene, IV secolo a.C. – Cheronea, 294 a.C.?) è stato tiranno di Atene all'inizio del III secolo a.C..

## Biografia
Lacare era uno dei demagoghi più influenti ad Atene dopo la restaurazione della democrazia ad opera di Demetrio Poliorcete. In seguito entrò segretamente nelle grazie di Cassandro, che lo incitò ad instaurare la tirannide, sperando di poter dominare su Atene grazie a lui. Quando Atene fu assediata da Demetrio (296 a.C.), Lacare sfruttò l'eccitamento generale del popolo per esiliare Democare, l'esponente più importante del partito a lui avverso, e divenne il padrone indiscusso della città. Si sa poco riguardo a come raggiunse il potere e a ciò che fece in seguito; ma Pausania il Periegeta lo definisce genericamente "di tutti i tiranni il più disumano con gli uomini e il più sacrilego con gli dei".
Lacare, durante la sua tirannide, depredò i templi e specialmente il Partenone, spogliando persino la statua crisoelefantina di Atena dei suoi sacri ornamenti. All'inizio del suo governo fece passare un decreto nel quale si proibiva, pena la morte, di menzionare la possibilità di trattare con Demetrio; ed ebbe successo nell'indurre, o costringere, gli Ateniesi a resistere fino a quando si trovarono in uno stato di fame estrema. Alla fine, però, Lacare lasciò Atene sotto mentite spoglie e si rifugiò a Tebe.
Polieno riporta una storia riguardante Lacare: racconta che, inseguito da alcuni cavalieri di Demetrio, sfuggì loro lasciando cadere pezzi d'oro sulla strada. Rimase poi a Tebe finché la città fu presa da Demetrio, poi scappò a Delfi e di lì in Tracia. Qui rischiava ancora di cadere nelle mani del suo nemico Demetrio, che aveva invaso la Tracia durante la cattività di Lisimaco ed assediato la città di Sesto, nella quale si trovava casualmente Lacare; quest'ultimo, però, riuscì a rifugiarsi a Lisimachia.
Si sente nuovamente parlare di Lacare a Cassandria nel 279 a.C., quando fu cacciato da Lisimachia da Apollodoro coll'accusa di aver cospirato per consegnare la città ad Antioco I. Da questo è stato dedotto che Pausania errasse nell'affermare che Lacare era stato assassinato poco dopo essere fuggito da Atene, per il valore dei beni che si pensava avesse accumulato.